# Larissa Iwanowna Golubkina

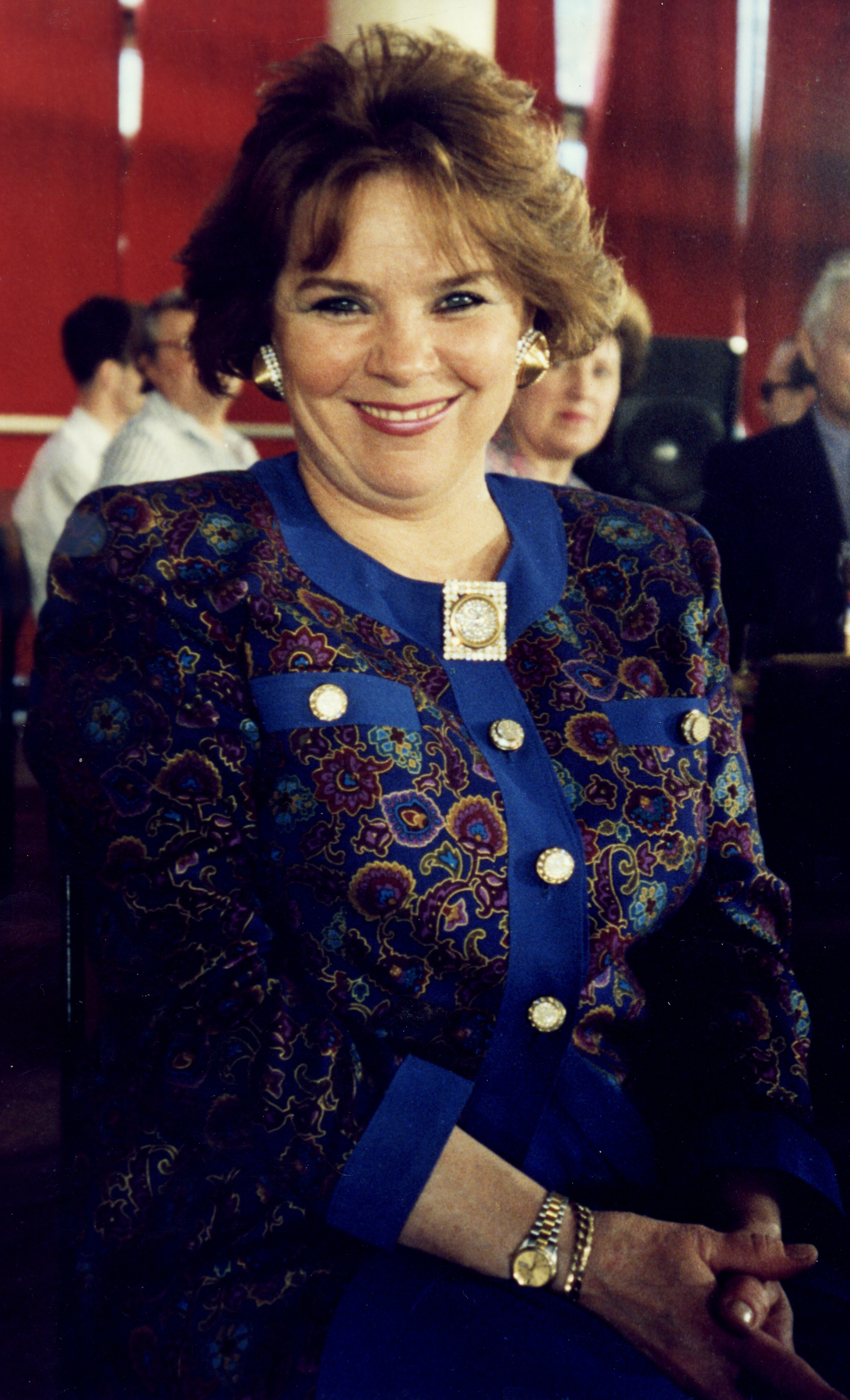
Larissa Golubkina (undatierte Aufnahme)

Larissa Iwanowna Golubkina (russisch Лариса Ивановна  Голубкина; * 9. März 1940 in Moskau; † 22. März 2025 in Barwicha, Oblast Moskau) war eine russische bzw. sowjetische Schauspielerin und Sängerin.

## Leben
Golubkina kam in Moskau als Tochter von Iwan Pawlowitsch Golubkin (1916–1996) und seiner Frau Klawdija Michailowna (1914–1985) zur Welt. Sie schloss 1959 ihre Ausbildung an der Moskauer Musikhochschule ab und besuchte danach bis 1964 das Staatliche Institut für Theaterkunst. Dort waren Marija Maksakowa und Iossif Tumanow ihre Lehrer. 1965 trat Golubkina dem Ensemble des Zentralen Akademischen Theaters der Roten Armee bei, in dessen Nachfolgeorganisation sie weiterhin auftrat.
Ihr Filmdebüt in der Hauptrolle in Eldar Rjasanows Husarenballade (die Rolle war angelehnt an die Kavalleristin Nadeschda Durowa) machte die dunkelhaarige Darstellerin 1962 landesweit bekannt. Danach war sie unregelmäßigen Abständen bis 2007 im Film zu sehen. Golubkina nahm an Fernseh- und Radiosendungen teil und trat als Estradasängerin auf. 2010 erschien ein Dokumentarfilm über sie.
Golubkina war mit Andrei Mironow verheiratet. Sie war die Mutter der Schauspielerin Marija Golubkina (* 1973), die zeitweise am selben Theater wie ihre Mutter auftrat.
Golubkina war Trägerin der Titel Verdiente Künstlerin der RSFSR (2. November 1973) und Volkskünstlerin der RSFSR (20. Mai 1991) sowie des Ordens der Freundschaft (2000), des Lomonossow-Ordens (2005, von der Akademie für Fragen der Sicherheit, Verteidigung und der Rechtsordnung) und des Ordens Zeichen der Ehre. Außerdem wurde ein Asteroid nach ihr benannt.

## Theaterarbeit (Auswahl)
- Нашествие (Naschestwije) – von Leonid Leonow
- Die Physiker
- Last of the Red Hot Lovers – von Neil Simon
- Закон вечности (Sakon wetschnosti) – nach Nodar Dumbadses Roman
- Обретение (Obretenije) – von Ion Druță
- Macbeth
- Das Herz ist nicht aus Stein – von Alexander Ostrowski
- Любовь - книга золотая (Ljubow - kniga solotaja) – von Alexei Tolstoi
- Späte Liebe – von Alexander Ostrowski
- Tribute – von Bernard Slade
- Wölfe und Schafe – von Alexander Ostrowski
- Ihr 106. Geburtstag – von Jean Sarment

## Filmografie (Auswahl)
- 1962: Husarenballade (Gusarskaya ballada)
- 1964: Tag des Glücks (Den stschastja)
- 1965: Bitte, das Beschwerdebuch (Daitje schalobnuju knigu)
- 1965: Wie heißen Sie jetzt? (Kak was teper nasywat?)
- 1967: Das Märchen vom Zaren Saltan (Skaska o zare Saltane)
- 1969: Befreiung (Oswoboschdenije)